# Ralph Strebel
Ralph Strebel (* 1944) ist ein Schweizer Mathematiker.
Strebel wurde 1973 bei Urs Stammbach an der ETH Zürich promoviert («Die Reihe der Derivierten von E-Gruppen»). Er war bis zum Ruhestand 2007 ordentlicher Professor an der Universität Fribourg. 
Strebel befasst sich mit kombinatorischer und geometrischer Gruppentheorie. Mit Robert Bieri und Walter David Neumann führte er eine neue geometrische Invariante in die Gruppentheorie ein (Bieri-Neumann-Strebel-Invariante).